# Der Schulfreund (Schauspiel)
Der Schulfreund ist ein Schauspiel in zwölf Bildern von Johannes Mario Simmel. Das Stück erlebte seine Uraufführung am 26. Februar 1959 im Nationaltheater in Mannheim. Die Inszenierung besorgte Heinz Joachim Klein. Unter seiner Regie spielten Bruno Hübner, Anneliese Benz, Leon Huber, Karl Worzel, Hans Simshäuser und Mogens von Gadow die Hauptrollen.

## Szenenfolge, Ort und Zeit
1. Küche in einer Mansardenwohnung in Wien, 30. Januar 1944
2. Zimmer im Reichsluftfahrtministerium in Berlin, 2. Februar 1944
3. Gefängniszelle in Wien, 15. März 1944
4. Ordinationszimmer in Wien, 15. März 1944
5. Ein Torbogen in Wien, 6. Juni 1944
6. Ein kleines Postamt in Wien, 8. April 1944
7. Büro des Postvorstandes in Wien, 17. Oktober 1946
8. Sprechzimmer in einem Gefängnis in Wien, 11. Juni 1947
9. Ein Zimmer in Berlin, 17. Februar 1949
10. Wohnküche in Wien, 25. Juni 1950
11. Zimmer in Düsseldorf, 27. Juni 1950
12. Wohnküche in Wien, 14. Dezember 1956

## Handlung
Der Briefträger Ludwig Fuchs schreibt während des Zweiten Weltkriegs einen Brief an seinen ehemaligen Schulfreund Hermann Göring, in dem er ihn bittet, einen soeben verhafteten Juden zu schonen. Er habe sich nichts zuschulden kommen lassen und sei ein anständiger Mensch. Göring hilft dem Juden nicht, verschont aber seinen Schulfreund vor der Gestapo, indem er ihn für verrückt erklären lässt. Der Briefträger wird deshalb auch nicht zur Wehrmacht eingezogen und überlebt den Krieg.
Nach Kriegsende möchte der Briefträger seine Entmündigung rückgängig machen lassen, weil seine Tochter in die USA ausgewandert ist und er ebenfalls in die USA möchte. Der zuständige Amtsarzt ist jedoch derselbe, der ihn für verrückt erklärt hat und hat keine Lust, sich durch Rückgängigmachen einer von ihm selbst unterzeichneten Entmündigung zu belasten.
Nach einigem Hin und Her besucht der Briefträger den Amtsarzt und verprügelt ihn fürchterlich. Da er entmündigt ist, kann man ihm keinen Prozess machen. Hierauf sorgt der Amtsarzt schnell dafür, dass die Entmündigung aufgehoben wird und der Briefträger wegen Körperverletzung verurteilt werden kann.
Dem Briefträger ist seine Wiederbemündigung auch eine Strafe wert, er hat jedoch nicht bedacht, dass ihm mit einer Vorstrafe die Einreise in die USA verwehrt ist. So hat ihm der Amtsarzt doch auf lange Zeit geschadet.

## Motive
Simmel macht mit diesem Theaterstück die Relativierung von Gut und Böse zum Thema. Göring, einer der schlimmsten Nazis, zeigt menschliche Züge und schützt seinen Schulfreund. Der Amtsarzt macht aus egoistischen Gründen einen Schwindel mit und schützt damit den Briefträger ungewollt vor dem Kriegsdienst. Der Briefträger, sonst ein grundanständiger Mensch, sieht sich veranlasst, eine bockige Amtsperson krankenhausreif zu prügeln.

## Hintergrund
Die Geschichte hat möglicherweise einen wahren Kern. Hermann Göring wuchs im mittelfränkischen Neuhaus an der Pegnitz auf. Dort wird noch heute erzählt, dass der langjährige Briefträger des Ortes das Vorbild für die Figur des Ludwig Fuchs gewesen sei.

## Verfilmungen
- Simmels Theaterstück wurde von der Divina-Produktion unter dem Titel Mein Schulfreund verfilmt und kam erstmals am 22. Juli 1960 in die Kinos. Laut Produktionsgesellschaft mussten aus dramaturgischen Gründen Teile der Handlung, insbesondere der Ort des Geschehens, das Grundmotiv und das Ende des Schauspiels, etwas verändert werden. Auch kamen weitere Personen der Handlung hinzu. Unter der Regie von Robert Siodmak spielte Heinz Rühmann den Geldbriefträger Ludwig Fuchs. In weiteren Hauptrollen sah man Loni von Friedl, Ernst Schröder, Hertha Feiler, Alexander Kerst, Robert Graf, Mario Adorf, Hans Leibelt und Alexander Golling.
- 1963 inszenierte der Süddeutsche Rundfunk Stuttgart Simmels Schauspiel für das Fernsehen. Unter der Regie von Rainer Wolffhardt spielten Rudolf Vogel (Ludwig Fuchs), Monika Berg, Nikolaus Haenel, Peter Schütte, Günther Neutze, Hugo Lindinger und Rudolf Rhomberg die Hauptrollen. Ursendung war am 13. August 1963. Diese Fassung hielt sich eng an die Vorlage.